# Wilfred Waters
Wilfrid "Wilf" Waters, född den 4 januari 1923 i Wandsworth, död 2006, var en brittisk tävlingscyklist.
Waters blev olympisk bronsmedaljör i lagförföljelse vid sommarspelen 1948 i London.